# Günther Pogge
Günther Ernst Ferdinand Pogge (* 12. Juni 1879 in Merseburg; † 8. Januar 1961 in Hamburg) war ein deutscher Dichter, Staatsanwalt und Oberregierungsrat.

## Leben und Werk
Günther Pogge wurde 1879 als Sohn des Oberverwaltungsgerichtsrats Ernst Ferdinand Pogge und dessen Ehefrau Katharina, geb. Wilde, geboren. Nach der frühen Schulzeit in Merseburg besuchte er 1891 die Kadettenhäuser in Bensberg und Groß-Lichterfelde bei Berlin, danach machte er sein Abitur in Naumburg und studierte anschließend in München, Kiel und Halle (Saale) Jura. Später war er als Referendar unter anderem in Magdeburg und Berlin tätig, danach fungierte er in Hamburg als Assessor bei der Staatsanwaltschaft. Pogge arbeitete erst als Rechtsanwalt in Hamburg, bevor er schließlich selbst Staatsanwalt wurde. Er bekleidete darüber hinaus als Oberregierungsrat den obersten Posten eines Finanzamtes. Seit Mitte der 1920er Jahre übte er die Tätigkeit eines Syndikus bei einer deutsch-amerikanischen Petroleum-Gesellschaft aus.
Seinen ersten Lyrikband veröffentlichte Pogge im Jahre 1901 unter dem Titel Frühe Wanderung beim Verlag Lipsius & Tischer in Kiel. Es folgten zwei weitere Lyrikbände. 1907 publizierte er Gedichte bei Axel Juncker in Berlin unter dem Titel Einsame Feuer und im Jahr 1932 erschien der Gedichtband Ein Schweigen wurde laut beim Verlag Enoch in Hamburg.
Günther Pogge war mit dem Schriftsteller Gustav Falke befreundet, dessen literarische und musikalische Talente er sehr schätzte. Bekannt war er zudem mit Detlev von Liliencron, Richard Dehmel, Heinrich Spiero und anderen Dichtergrößen seiner Zeit.
Neben seinen Buchpublikationen veröffentlichte er in den 1910er und 1920er Jahren zahlreiche Gedichte in renommierten literarischen Fachmagazinen, unter anderem in der illustrierten literarisch-künstlerischen Zeitschrift Licht und Schatten, in der Kulturzeitschrift Westermanns Monatshefte und in der Zeitschrift Der Türmer.
Pogge starb 1961 im Alter von 81 Jahren in Hamburg. 1907 hatte er in Hamburg die Kaufmannstochter Anita Henriette Huesmann (* 1884 in Hamburg) geheiratet.

## Bücher
- Frühe Wanderung. Gedichte, Verlag: Lipsius und Tischer, Kiel, 1901.
- Einsame Feuer. Gedichte, Verlag: Juncker, Berlin, 1907.
- Ein Schweigen wurde laut. Gedichte, Verlag: Enoch, Hamburg, 1932.